# Kanton Rochefort
 Rochefort  is een kanton van het Franse departement Charente-Maritime. Het kanton maakt deel uit van het  Rochefort. In 2019 telde het 23.584 inwoners.
Het kanton werd gevormd ingevolge het decreet van 27 februari 2014 met uitwerking op 22 maart 2015.

## Gemeenten
Het kanton omvat enkel de gemeente Rochefort.